# 叶家花园

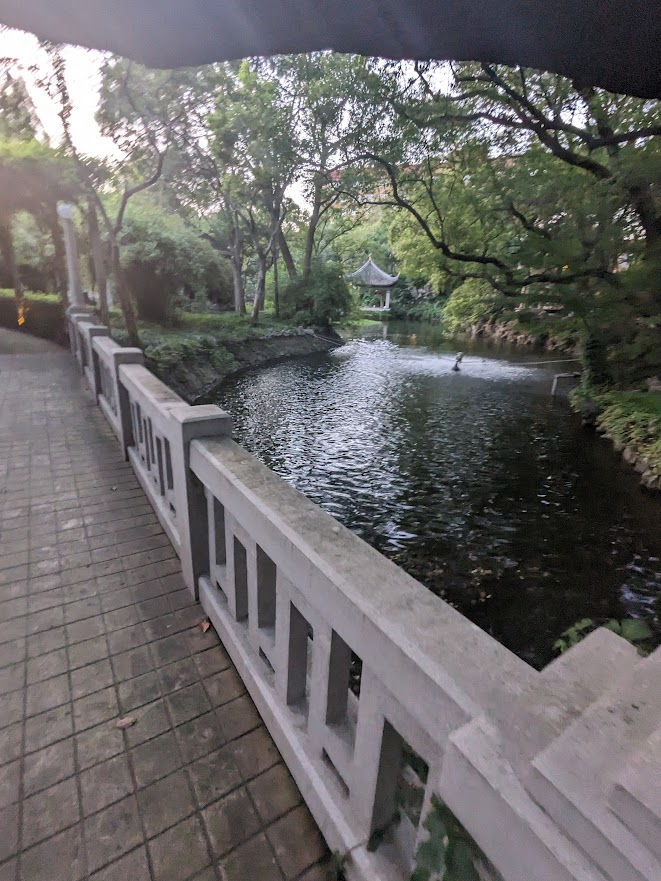
叶家花园

叶家花园是一座位于中華人民共和國上海市楊浦區上海市肺科医院内的园林，占地77.64亩（5.2公顷）。內有建筑（延爽馆、琉璃阁）、湖石假山（卧龙岗、 伏虎岭）、亭子（四恭亭、金锁亭、吟月亭、回波亭和牡丹亭）、7座桥（四恭桥、玉带桥、羲象桥、匹练桥、金锁桥、晴涛桥等）、3座岛屿（小罗浮等）、湖泊（叶湖）、瀑布（银河倒泻瀑）、3条小河、花、树。叶家花园也是上海市杨浦区文物保护单位之一。

## 歷史
叶澄衷的四子叶子衡投資建造叶家花园，目的是讓前往江湾跑马场参加赛马的人士可以來此遊玩。1923年，叶家花园建成开放。當時内设弹子房、瑶宫舞场、电影场、高尔夫球场，并且夜间也开放，所以號稱「夜花园」。1933年，叶子衡決定将叶家花园一部分捐赠给上海医学院，讓上海医学院在此建立第二实习医院。剩下的大部分依然以花园對外开放营业。中國抗日战争爆发后，日軍一度占据叶家花园。1940年，花園被日军交由上海恒产株式会社管理，並以敷岛园之名开放，后又被日本特务机关占用。中國抗日战争結束，花园被上海医学院收回。上海戰役后，叶家花园由上海军管会接管。1950年4月，花园被上海市卫生局接管。1959年，花園劃歸上海市第一结核病防治院。